# Lara Flynn Boyle
Lara Flynn Boyle (Davenport, Iowa, 24 de marzo de 1970) es una actriz estadounidense, reconocida principalmente por su papel como Donna Hayward en la serie de televisión Twin Peaks (1990-1991). Tras interpretar a Stacy en la comedia de Penelope Spheeris Wayne's World (1992), Boyle protagonizó la película de John Dahl Red Rock West (1993), y apareció en filmes como Tres formas de amar (1994), Cafe Society (1995) y Happiness (1998). Entre 1997 y 2003 interpretó a la ayudante del fiscal del distrito Helen Gamble en la serie de televisión de la cadena ABC The Practice, por la que fue nominada al premio Primetime Emmy a la mejor actriz de reparto en una serie dramática.

## Biografía

### Inicios
Natural de Davenport (Iowa), es hija de Sally Boyle, una administrativa que hoy en día es su asistente y mánager. Además de ascendencia irlandesa, tiene un abuelo de ascendencia italiana.
Creció en Chicago (Illinois) y Wisconsin. Boyle estudió y se graduó en The Chicago Academy for the Arts.

### Carrera
Después de actuar en varias películas como Dead Poets Society y Wayne's World, además de ser aclamada por la crítica por la serie Twin Peaks, en el año 1997, Boyle actúa en la serie The Practice, por la cual es nominada para el Premio Emmy. Además también está presente en la 3.ª temporada de la serie Las Vegas de la NBC, interpretando el papel de Mónica Mancuso. En el año 2002, participó como un malvado extraterrestre femenino llamado Serleena en la película Hombres de Negro 2.

### Vida personal
Boyle ha tenido relaciones sentimentales con varios actores, entre ellos Jack Nicholson, Richard Dean Anderson, Kyle MacLachlan (con quien compartió elenco en Twin Peaks), David Spade y Eric Dane.
Ha estado casada dos veces. Su primer marido fue John Patrick Dee III, con el que se casó el 11 de agosto de 1996 y del que se divorció dos años después. Su actual marido es Donald Ray Thomas II, un inversor inmobiliario con el que contrajo matrimonio el 18 de diciembre de 2006 en San Antonio (Texas).

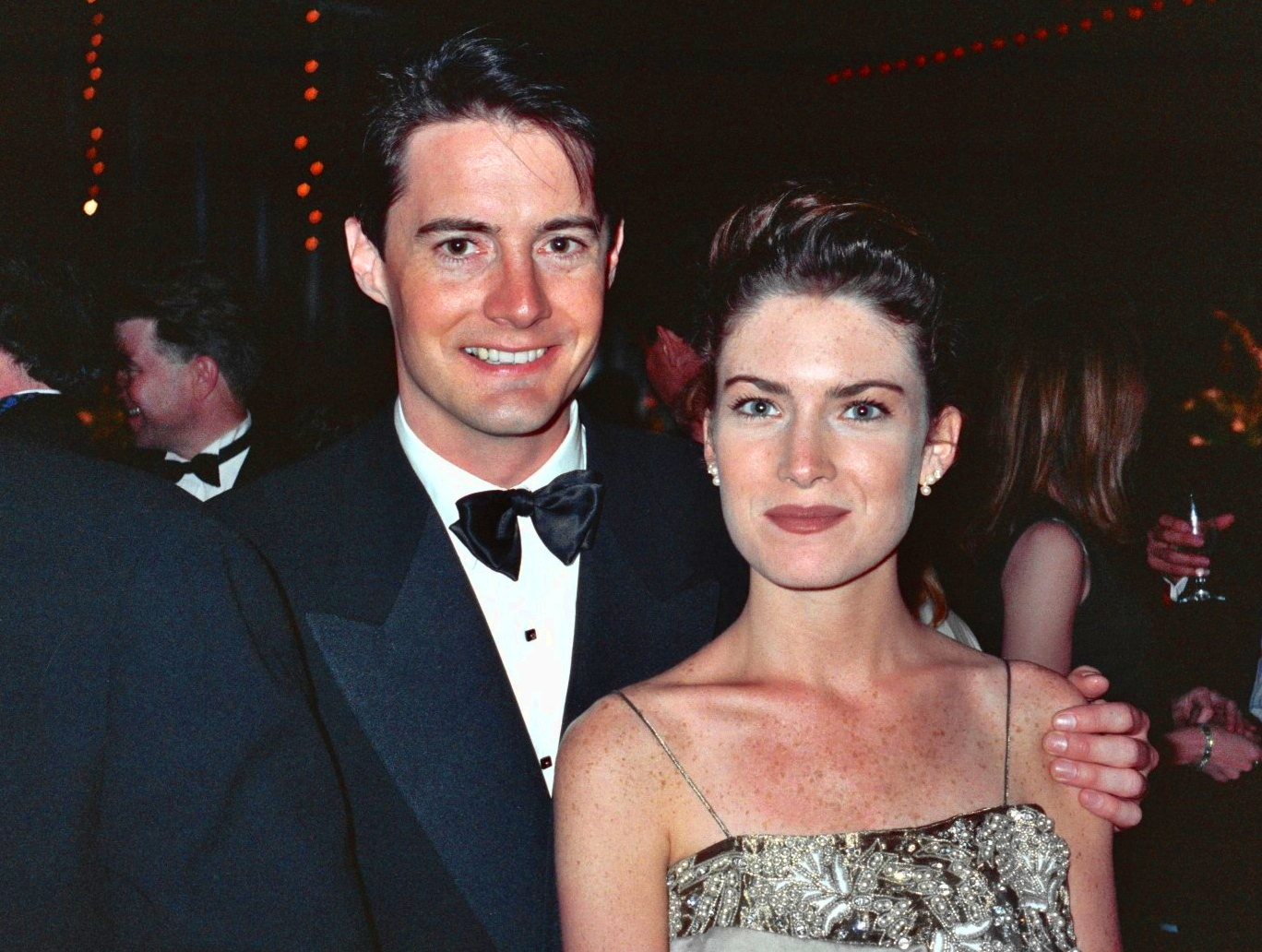
Boyle junto a Kyle MacLachlan (1990).

## Filmografía
| Año  | Título                                  | Personaje                | Observaciones       |
| ---- | --------------------------------------- | ------------------------ | ------------------- |
| 1986 | Ferris Bueller's Day Off                |                          | Escenas eliminadas  |
| 1988 | Poltergeist III                         | Donna Gardner            |                     |
| 1989 | Terror on Highway 91                    | Laura Taggart            | Telefilm            |
| 1989 | How I Got Into College                  | Jessica Kailo            |                     |
| 1989 | Dead Poets Society                      | Ginny Danburry           | Escenas eliminadas  |
| 1989 | The Preppie Murder                      | Jennifer Levin           | Telefilm            |
| 1990 | The Rookie                              | Sarah                    |                     |
| 1990 | Twin Peaks                              | Donna Hayward            | Serie de televisión |
| 1991 | The Dark Backward                       | Rosarita                 |                     |
| 1991 | Mobsters                                | Mara Motes               |                     |
| 1991 | Eye of the Storm                        | Sandra Gladstone         |                     |
| 1991 | May Wine                                | Cammie                   | Telefilm            |
| 1992 | Where the Day Takes You                 | Heather                  |                     |
| 1992 | Wayne's World                           | Stacy                    |                     |
| 1992 | Equinox                                 | Beverly Franks           |                     |
| 1993 | The Temp                                | Kris Bolin               |                     |
| 1993 | Red Rock West                           | Suzanne Brown/Ann McCord |                     |
| 1994 | Threesome                               | Alex                     |                     |
| 1994 | Past Tense                              | Tory Bass/Sabrina James  | Telefilm            |
| 1994 | Baby's Day Out                          | Laraine Cotwell          |                     |
| 1994 | The Road to Wellville                   | Ida Muntz                |                     |
| 1994 | Jacob                                   | Raquel                   | Telefilm            |
| 1995 | Cafe Society                            | Pat Ward                 |                     |
| 1996 | The Big Squeeze                         | Tanya Mulhill            |                     |
| 1997 | Red Meat                                | Ruth                     |                     |
| 1997 | Farmer & Chase                          | Hillary                  |                     |
| 1997 | Afterglow                               | Marianne Byron           |                     |
| 1997 | The Practice                            | Helen Gamble             | Serie de televisión |
| 1998 | Since You've Been Gone                  | Grace Williams           | Telefilm            |
| 1998 | Happiness                               | Helen Jordan             |                     |
| 1998 | Susan's Plan                            | Betty Johnson            |                     |
| 2000 | Chain of Fools                          | Karen                    |                     |
| 2001 | Speaking of Sex                         | Dra. Emily Paige         |                     |
| 2002 | Hombres de negro II                     | Serleena                 |                     |
| 2003 | Tesoro del amazonas                     | Rosa                     |                     |
| 2006 | Land of the Blind                       | Primera dama             |                     |
| 2006 | Fwiends.com                             | Joven                    | Cortometraje        |
| 2006 | The House Next Door                     | Kennedy                  | Film para TV        |
| 2006 | Shades of Black: The Conrad Black Story | Barbara Amiel            | Telefilm            |
| 2007 | Have Dreams, Will Travel                | Sra. Reynolds            |                     |
| 2009 | Baby on Board                           | Mary                     |                     |
| 2009 | Life Is Hot in Cracktown                | Betty McBain             |                     |
| 2010 | Cougar Hunting                          | Kathy                    |                     |
| 2013 | Hansel & Gretel Get Baked               | Bruja                    |                     |